# Sarbel
Sarbel-Michael Maronitis (en grec : Σαρμπέλ-Μιχαήλ Μαρωνίτης), né à Southgate en Londres le 14 mai 1981, est un chanteur chypriote grec qui a représenté la Grèce au Concours Eurovision de la chanson 2007 qui a eu lieu à Helsinki (Finlande), les 10 et 12 mai 2007. Il chanta la chanson « Ya sou, María », en grec Γεια σου, Μαρία, qui lui permit de se placer 7e sur 24 participants.

## Biographie
Il est né d'un père chypriote grec et d'une mère libanaise.
En dehors de la musique, Hawkes a participé à l'émission The Games de Channel 4 en 2005, remportant une médaille de bronze. Hawkes est apparu dans Hit Me Baby One More Time, Let's Dance for Comic Relief et Sing If You Can. Il a également joué dans la comédie musicale Can't Smile Without You, dans le rôle de Tony Lowiman.

## Discographie

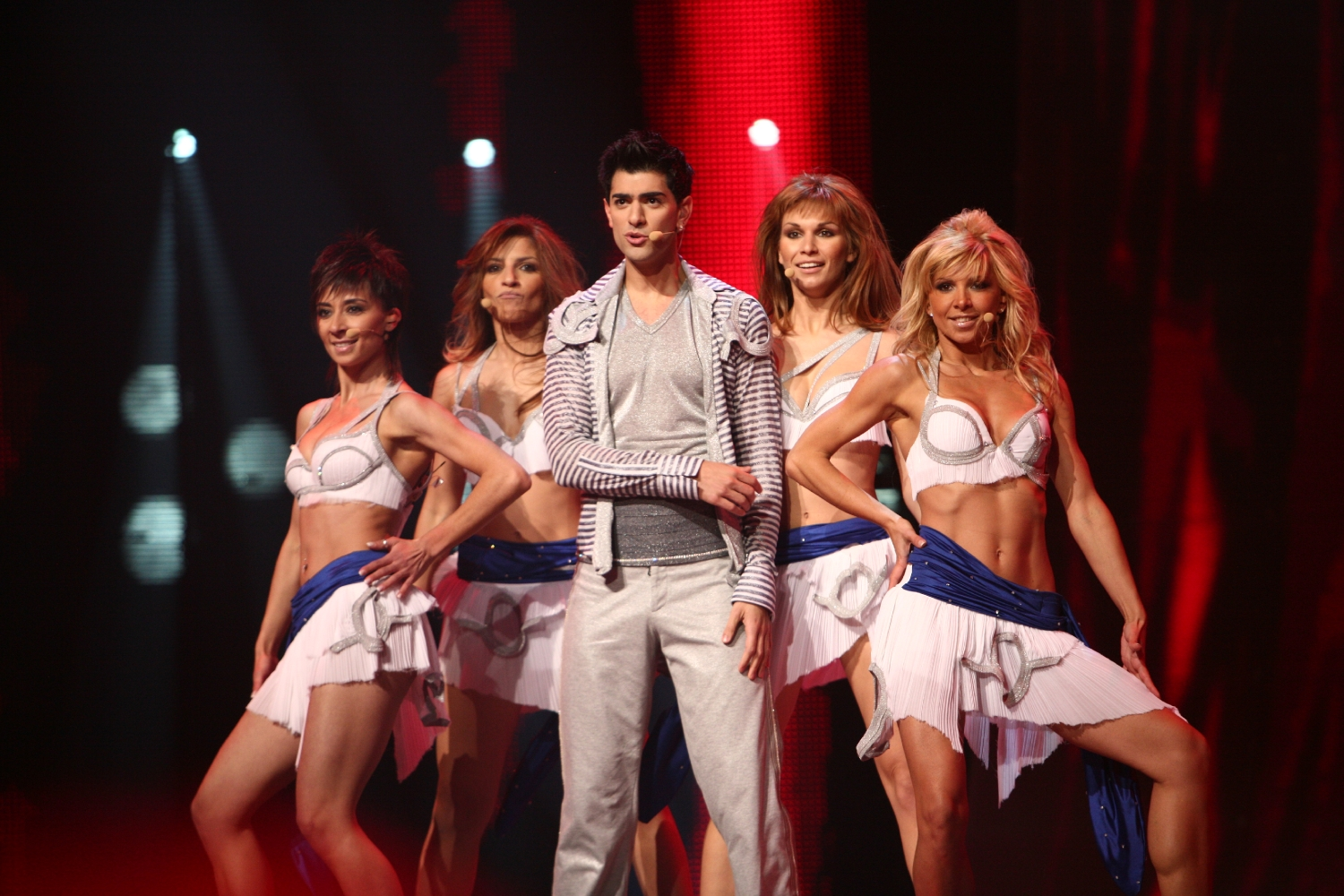
Sarbel à l'Eurovision 2007

### Album
- 2004 : Παράξενο συναίσθημα (Paráxeno synésthima)
- 2006 : Σαχάρα (Sahára)
- 2007 : Sahara : édition européenne

### Singles
- 2004 : « Σε πήρα σοβαρά » (Se píra sovará)
- 2007 : « Γεια σου, Μαρία » (Ya sou María)